# José Francisco Echaurren Herrera
José Francisco Echaurren Herrera (1773-1819) fue un filósofo, abogado y sacerdote jesuita chileno.

## Biografía
Nació en Santiago de Chile en 1773. 
Estudió en el Convictorio Carolino de la Compañía de Jesús y se graduado en Artes en la Real Universidad de San Felipe.  Fungió como profesor ayudante de filosofía en el Colegio de San Carlos durante tres años. Se recibió de abogado en 1800 y al año siguiente de sacerdote. 
Abogó en favor de la Independencia de Chile, y en 1811 fue designado secretario del Primer Congreso Nacional. Fue rector del Colegio de San Carlos en 1812 y, en 1813, se convertiría en el primer rector del Instituto Nacional. Durante la apertura del mismo el 10 de agosto de 1813, y después del discurso inaugural de Mariano Egaña, pronunciaría un discurso latino para la ocasión.Ha sido calificado como “sacerdote de los más doctos” y adaptó, junto a Juan Egaña, artículos de la “constitución civil del clero francés” para proporcionar la reforma de la Iglesia según sus instituciones primitivas.
Tuvo dos hijos: Gregorio Dimas Echaurren Ruiz de Viñuelas y María Rosa Herrera del Manzanal.
Muere en Santiago de Chile en 1819.

## Obras
- Philosophia ad mentem et methodum celeberrimorum nostrae aetatis philosophorurn comparata et in adolescentium Regalis Carolinae Familiae Jacobopolitanae urbis chilensis usum, diligenti studio elucubrata a Iosepho Francisco de Echaurren artium Cathedrae Moderatore (1796).
- Philosophia eclectica ad mentem & methodum celeberrimorum nostrae aetatis philosophorum concinnata (1798).